# Queta (Mond)
Queta ist ein Mond des Jupiter-Trojaners (3548) Eurybates, welcher dem Planeten im Lagrange-Punkt L4 vorausläuft. Der mittlere Durchmesser des Mondes beträgt um einen Kilometer, was durchschnittlich etwa ein Fünfzigstel des Mutterasteroiden ausmacht.

## Entdeckung und Benennung
Queta wurde am 12. September 2018 von einem Astronomenteam bestehend aus Keith S. Noll, Mike Brown, Harold A. Weaver, William M. Grundy, Harold F. Levison, Catherine B. Olkin, Simon B. Porter, Marc W. Buie, John R. Spencer, Simone Marchi und Thomas S. Statler durch Untersuchungen von drei Aufnahmen des Systems, die mit dem Hubble-Weltraumteleskop durch die Wide Field Camera 3 (WFC3) am 12. und 18. September sowie am 3. Januar 2020 gemacht wurden, entdeckt.

Entdeckungsbilder vom 12./14. September 2018. Queta ist neben Eurybates als Kreis markiert.

Er ist bislang der dritte bekannte natürliche Begleiter der L4-Trojaner, der sog. «griechischen Gruppe». Die Entdeckung wurde am 9. Januar 2020 bekanntgegeben; der Mond erhielt die vorläufige Bezeichnung S/2018 (3548) 1.
Am 15. Oktober 2020 wurde der Mond von der Internationalen Astronomischen Union (IAU) dann offiziell nach der mexikanischen Leichtathletin Norma Enriqueta «Queta» Basilio Sotelo (1948–2019) benannt. Sie war die erste weibliche Fackelträgerin bei den Olympischen Spielen, und zwar an den 19. Sommerspielen in Mexiko-Stadt am 12. Oktober 1968. Sie war die Mutter von drei Kindern, engagierte sich nach dem Ende ihrer sportlichen Karriere in der Politik (PRI) und wurde zu einem festen Mitglied des mexikanischen Olympischen Komitees. Als Fackelträgerin schlüpfte Queta Basilio in die Rolle von Herolden wie Eurybates.
Der Name folgt der revidierten Konvention für Trojaner-Benennungen, die an der 30. Generalversammlung der IAU übernommen wurden. In Anbetracht der Tatsache, dass sehr viel mehr trojanische Asteroiden als Namen von griechischen und trojanischen Helden bekannt sind, können Trojaner mit einer Absoluten Helligkeit von mehr als 12 mag nach olympischen Athleten benannt werden. Queta hat eine Absolute Helligkeit von 18,25 +0,8−0,6 mag. Die Namen von Monden sollten zudem mit dem Namen des Mutterasteroiden zusammenhängen.

## Bahneigenschaften
Queta umläuft Eurybates auf einer elliptischen Umlaufbahn in einem mittleren Abstand von 2350 km zum Planetoiden (ca. 18,4 Eurybates- bzw. etwa 979,2 Queta-Radien). Die Bahnexzentrizität beträgt 0,125, die Bahn ist 155,0° gegenüber der Ekliptik geneigt; der Orbit des Mondes verläuft demnach retrograd um den Mutterasteroiden.
Queta umkreist Eurybates in 82 Tagen und ca. 11 Stunden, was 52,6 Umläufen in einem Eurybates-Jahr (rund 11,88 Erdjahre) entspricht. Umgekehrt lässt sich sagen, dass ein Umlauf von Queta 227,2 Eurybates-Tage dauert.

## Physikalische Eigenschaften
Der Durchmesser von Queta wird derzeit auf 1,2 km geschätzt, ausgehend von einem geschätzten Rückstrahlvermögen von 5,2 %, analog zum Mutterplanetoiden. Ausgehend von diesem Durchmesser ergibt sich eine Gesamtoberfläche von etwa 4,5 km2.
| Jahr                                         | Abmessungen km | Quelle     |
| -------------------------------------------- | -------------- | ---------- |
| 2020                                         | 0,8 +0,2−0,2   | Noll u. a. |
| 2021                                         | 1,2 +0,4−0,4   | Noll u. a. |
| Die präziseste Bestimmung ist fett markiert. |                |            |

Es ist möglich, dass viele Trojaner-Asteroiden Planetesimale sind, die während der äußeren Migration der Riesenplaneten in den Lagrange-Punkten des Jupiter-Sonne-Systems vor 3,9 Milliarden Jahren eingefangen wurden.

## Erforschung
Am 4. Januar 2017 wurde von der NASA die Entsendung der Raumsonde Lucy beschlossen, die am 16. Oktober 2021 gestartet ist und nach Vorbeiflügen an den Hauptgürtelasteroiden (152830) Dinkinesh (2023) und (52246) Donaldjohanson (2025) Eurybates und seinen Mond Queta am 12. August 2027 erreichen soll. Die Entdeckung des Satelliten ist deswegen besonders interessant, weil Eurybates das größte Mitglied der einzigen bis jetzt bekannten und bestätigten Familie von Trojanern ist, die auf eine Kollision zurückgeführt werden kann. Lucy soll ein entsprechend erweitertes Programm erhalten, um das System genauer zu erforschen. Dabei soll die Sonde im Abstand von 1000 ± 75 km an Queta vorbeifliegen.
Neben dem Eurybates–Queta–System werden zwischen 2027 und 2028 ebenfalls die L4-Trojaner (15094) Polymele und dessen Satelliten, (11351) Leucus und (21900) Orus untersucht. Dann wird die Sonde im Dezember 2030 ein Fly-by-Manöver an der Erde durchführen, um die L5-Doppel-Trojaner (617) Patroclus und Menoetius im März 2033 zu erreichen. Das Missionsziel ist eine genauere Bestimmung der Form und Größe sowie der Rotation und der spektroskopischen Eigenschaften der genannten Asteroiden.